# ماریا بوگدا
ماریا بوگدا (لهستانی: Maria Bogda؛ ‏ ۲۵ نوامبر ۱۹۰۹ – ۳۰ ژوئن ۱۹۸۱) بازیگر اهل لهستان بود.
از فیلم‌ها یا برنامه‌های تلویزیونی که وی در آن نقش داشته‌است، می‌توان به جنگل جوان، راپسودی بالتیک، دختر ژنرال پانکراتوف، الفبای عشق، پان تفاردوفسکی، صدای صحرا و زیر پرچم عشق اشاره کرد.